# Marcel Cachin
Marcel Cachin (ur. 20 września 1869 w Paimpolu, zm. 12 lutego 1958 w Paryżu) – francuski działacz komunistyczny.

## Życiorys
W 1891 został członkiem Francuskiej Partii Socjalistycznej, a 1905 współzałożycielem SFIO. W latach 1912–1918 był redaktorem, następnie redaktorem naczelnym „L’Humanité”, w 1920 uczestniczył w zakładaniu FPK i został członkiem jej KC i Biura Politycznego, 1914–1932 był deputowanym do francuskiego parlamentu, po wejściu w jego skład FPK przewodniczył komunistycznej frakcji parlamentarnej, w 1935 został senatorem. Jednocześnie 1935–1943 był członkiem Prezydium Komitetu Wykonawczego Międzynarodówki Komunistycznej, podczas okupacji niemieckiej działał w ruchu oporu. Po wyzwoleniu Francji, w 1945 ponownie został deputowanym. W 1954 opublikował Ce qu'est le Parti communiste.